# Родниковий рудник
Родниковий рудник — гірниче підприємство у Жамбилській області Казахстану, яке здійснювало видобуток свинцевої руди.
Розробку родовища Родникове почала в 2011 році компанія «Ер-Тай». У 2012-му також стартував видобуток на свинцевому родовищі Дружноє, що за п‘ять кілометрів на південний схід від Родникового.
Видобуток вели відкритим способом, зокрема, відомо, що на Родниковому існував кар'єр «Головний», а на Дружному були запроєктовані кар'єри № 1, № 2 та № 3.
Отримана з родовищ свинцева руда до 2022 року надходила на переробку на Приозерську збагачувальну фабрику.